# De mulieribus claris

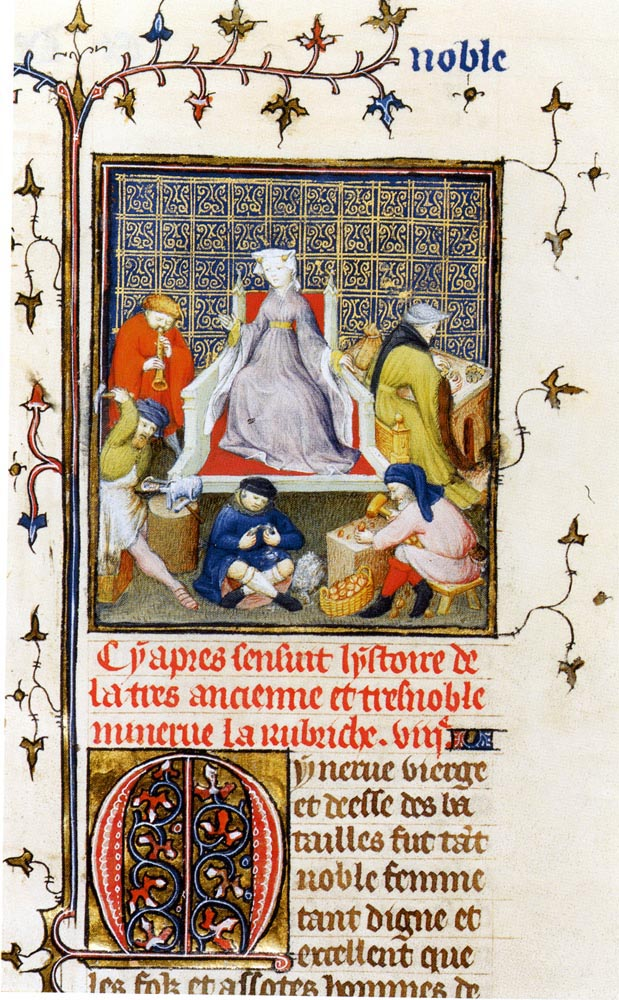
Il·lustració anònima d'una pàgina del De mulieribus claris

De mulieribus claris és una obra de Giovanni Boccaccio publicada el 1374 que conté la biografia de 106 dones famoses en la història, de la realitat o de la ficció (mitològica o bíblica, principalment).
Suposa la contrapart de les biografies masculines reunides al volum De Casibus Virorum Illustrium i el primer llibre d'aquestes característiques a Occident. L'obra inspiraria adaptacions posteriors en diferents països, amb més biografies femenines, i es considera una fita cabdal en la historiografia del feminisme.
S'hi barregen les dones considerades un exemple de virtut i les pecadores per donar més varietat a la lectura, com indica el mateix Boccaccio. Al prefaci, en què dedica el llibre a Andrea Acciaioli, explica també que espera que el públic lector estigui compost per dones que agafin allò positiu de les vides de dones passades i condemnin els excessos de les que s'adeqüen al que s'espera d'una dona com cal. Aquest aclariment s'ha vist com l'intent de no qüestionar de manera massa brusca el sistema patriarcal de l'època, ja que l'exhortació final és a mantenir la situació present i les dones que escapen dels rols tradicionals són vistes com a excepció i no com una alternativa.

## Biografies presents
- 1. Eva, primera dona
- 2. Semíramis, reina assíria
- 3. Ops, esposa de Saturn
- 4. Juno, dea romana
- 5. Ceres, dea romana
- 6. Minerva, dea romana
- 7. Venus, dea
- 8. Isis, dea egípcia
- 9. Europa, reina de Creta
- 10. Líbia, reina
- 11. Marpèsia, amazona (lligada amb la següent)
- 12. Lampedo, amazona
- 13. Tisbe, parella de Píram
- 14. Hipermnestra, reina grega
- 15. Níobe, reina de Tebes
- 16. Hipsípile, reina Lemnos
- 17. Medea, reina de Colchis
- 18. Aracne, de la mitologia grega
- 19. Orítia, amazona (lligada a la posterior)
- 20. Antíope, amazona
- 21. Sibil·la, profeta
- 22. Medusa, de la mitologia grega
- 23. Íole, de la mitologia grega
- 24. Deianira, de la mitologia grega
- 25. Jocasta, de la mitologia grega
- 26. Sibil·la de Cumes
- 27. Carmenta, nimfa
- 28. Procris, de la mitologia grega
- 29. Argia, de la mitologia grega
- 30. Manto, endevina
- 31. Dones de Minies (no s'especifica quines)
- 32. Pentesilea, reina de les amazones
- 33. Políxena, princesa grega
- 34. Hècuba, de la mitologia grega
- 35. Cassandra, endevina
- 36. Clitemnestra, reina de Micenes
- 37. Helena, causant de la Guerra de Troia
- 38. Circe, de la mitologia grega
- 39. Camil·la, de la mitologia romana
- 40. Penèlope, dona d'Odisseu
- 41. Lavínia, reina
- 42. Dido, reina de Cartago
- 43. Nicaula, reina de Sabà
- 44. Pàmfila, filla de Platea
- 45. Rea Sílvia, de la mitologia romana
- 46. Tanaquil, reina romana
- 47. Safo de Lesbos, poeta
- 48. Lucrècia, dona romana exemple de virtut
- 49. Tomiris, reina
- 50. Leena, prostituta
- 51. Atalia, reina de Judà
- 52. Cloelia, dona romana
- 53. Hippo, dona grega
- 54. Megullia Dotata, aristòcrata romana
- 55. Vetúria, dona romana
- 56. Timareta, pintora
- 57. Artemísia I de Cària, reina
- 58. Virgínia, dona romana
- 59. Eirene, pintora
- 60. Leòncia, filòsofa
- 61. Olímpia de l'Epir, reina
- 62. Clàudia, vestal
- 63. Virgínia de Volumnius, dona romana
- 64. Flora, dea romana
- 65. Una dona romana sense identificar
- 66. Iaia, pintora
- 67. Sulpícia, dona romana
- 68. Harmonia, princesa
- 69. Busa de Canosa, aristòcrata
- 70. Sofonisba, reina
- 71. Teoxena de Tessàlia, noble
- 72. Laodice (esposa de Ariarates VI de Capadòcia), reina
- 73. Quiomara, reina
- 74. Aemilia Paulla, dona romana
- 75. Dripetrua, noble
- 76. Semprònia, romana
- 77. Clàudia Quinta, noble
- 78. Hipsicratea, concubina reial
- 79. Sempronia Secunda, romana
- 80. Dones dels cimbres, sense especificar
- 81. Júlia, romana
- 82. Pòrcia Cató, noble
- 83. Cúria, dona romana
- 84. Hortènsia (oradora)
- 85. Sulpícia, noble
- 86. Cornifícia, poeta
- 87. Mariamne I, reina
- 88. Cleòpatra VII, reina d'Egipte
- 89. Antònia Menor, romana
- 90. Agripina I, exemple de matrona romana
- 91. Paulina, romana
- 92. Agripina II, romana
- 93. Epicaris, lliberta
- 94. Pompea Paulina, dona de Sèneca
- 95. Popea Sabina, esposa de Neró
- 96. Triària, romana
- 97. Falcònia Proba, poeta
- 98. Faustina Menor, noble romana
- 99. Júlia Soaemias, noble
- 100. Zenòbia, reina de Palmira
- 101. Papessa Joana, figura llegendària
- 102. Irene d'Atenes, emperadriu
- 103. Gualdrada, noble florentina
- 104. Constança I de Sicília, reina
- 105. Camiola, vídua cèlebre
- 106. Joana I de Nàpols, reina